# أوسكار بنغتسون
أوسكار بنغتسون (بالسويدية: Oscar Bengtsson)‏ (14 يناير 1885 بغوتنبرغ في السويد - 13 أكتوبر 1972 بغوتنبرغ في السويد) هو لاعب كرة قدم سويدي في مركز حراسة المرمى، شارك في الألعاب الأولمبية الصيفية 1908. وشارك مع منتخب السويد لكرة القدم. أما مع النوادي، فقد لعب مع نادي أورغريته.

## وصلات خارجية
- أوسكار بنغتسون على موقع الاتحاد الدولي (مؤرشف)  (الإنجليزية)
- أوسكار بنغتسون على موقع اتحاد السويد (السويدية)
- أوسكار بنغتسون على موقع قاعدة بيانات كرة القدم.إي يو (الإنجليزية)
- أوسكار بنغتسون على موقع ناشيونال فوتبول تيمز (الإنجليزية)
- أوسكار بنغتسون على موقع عالم كرة القدم.نت (الإنجليزية)
- أوسكار بنغتسون على موقع أوليمبيديا (الإنجليزية)
- أوسكار بنغتسون على موقع اللجنة الأولمبية السويدية (السويدية)